# GeoSciML
GeoSciML ou GeoScience Markup Language est un schéma d'application GML. C'est un langage de balisage respectant la syntaxe XML pour encoder, manipuler et échanger des données géographiques qui contiennent des informations géologiques. Il a été créé pour permettre l'interopérabilité des données cartographiques géologiques numériques et servir de langage d'échange dans le domaine des Sciences de la Terre.
Le développement de GeoSciML, initié en 2003, est coordonné par l’Interoperability Working Group (IWG) de la Commission for the Management and Application of Geoscience Information (CGI), une commission de l’Union internationale des sciences géologiques (UISG) (International Union of Geological Sciences, IUGS).
GeoSciML s’appuie sur le modèle OGC et est donc compatible avec les services OpenGIS Web Map Service (WMS) et Web Feature Service (WFS).
GeoSciML est utilisé par le projet OneGeology afin d'agréger les données issues de services géologiques du monde entier pour reconstituer une Carte géologique numérique du Monde.
- version 1.1 publiée en 2006
- version 2.0 publiée en décembre 2008